# 富士ロジテック
株式会社富士ロジテック（ふじ‐）は、日本の物流企業。本社は静岡市駿河区にある。
もともとは鈴与を母体とする子会社であり、現在も鈴与との間に資本関係が存在するが、現社名に変更して以降は鈴与グループからは独立している。

## 沿革
- 1801年（享和元年） ‐ 鈴与創業者の播磨屋與平（鈴木與平）が回漕問屋を創業
- 1918年（大正7年） ‐ 鈴与商店より独立して鈴与倉庫（株）を設立
- 1990年（平成2年） ‐ （株）富士ロジテックに社名変更
- 2002年（平成14年） ‐ ISO 9001認証取得
- 2003年（平成15年） ‐ ISO 14001認証取得